# Gare de Crest
La gare de Crest est une gare ferroviaire française de la ligne de Livron à Aspres-sur-Buëch, située sur le territoire de la commune de Crest dans le département de la Drôme en région Auvergne-Rhône-Alpes.
Elle est mise en service en 1871 par la Compagnie des chemins de fer de Paris à Lyon et à la Méditerranée (PLM).
C'est une gare de la Société nationale des chemins de fer français (SNCF), desservie par des trains Intercités et TER Auvergne-Rhône-Alpes.

## Situation ferroviaire
Établie à 185 mètres d'altitude, la gare de Crest est située au point kilométrique (PK) 17,035 de la Ligne de Livron à Aspres-sur-Buëch, entre les gares ouvertes de Livron et de Saillans. En direction de Livron, s'intercale les gares fermées d'Allex - Grane et de Pont-de-Livron, et en direction de Saillans, celles d'Aouste-sur-Sye et de Piégros-la-Clastre - Blacons

## Historique
La gare de Crest est mise en service le 25 septembre 1871 par la Compagnie des chemins de fer de Paris à Lyon et à la Méditerranée (PLM), lorsqu'elle ouvre à l'exploitation la section de Livron à Crest de sa ligne de Livron à Aspres-sur-Buëch.
Le 1er septembre 1885, la ligne est prolongée jusqu'à Die et le 1er juillet 1894 jusqu'à Aspres-sur-Buëch.

## Fréquentation
La fréquentation de la gare est détaillée dans le tableau ci-dessous :
|           | 2015   | 2016   | 2017   | 2018   | 2019   | 2020   | 2021   | 2022   | 2023   |
| --------- | ------ | ------ | ------ | ------ | ------ | ------ | ------ | ------ | ------ |
| Voyageurs | 56 260 | 57 212 | 59 650 | 58 015 | 75 386 | 52 330 | 53 630 | 95 904 | 99 305 |

## Service des voyageurs

### Accueil
Gare SNCF, elle dispose d'un bâtiment voyageurs, avec guichet, ouvert tous les jours. Elle est équipée d'automates pour l'achat de titres de transport TER. Elle comporte deux quais : le quai 1, qui dessert la voie 2 (évitement), d'une longueur utile de 318 m et le quai 2, qui dessert la voie unique, d'une longueur utile de 364 m.

### Desserte
Crest est desservie par un train de nuit Intercités (relation de Paris-Austerlitz à Briançon) et par les TER PACA et TER Auvergne-Rhône-Alpes (relation de Romans - Bourg-de-Péage à Gap ou Briançon).

### Intermodalité
Un parc pour les vélos et un parking pour les véhicules y sont aménagés. 
Un arrêt est desservi par autocar régional et autocar TER. 